# منحنی محاطی

ترسیم منحنی محاطی مجموعه‌ای از منحنی‌ها

در هندسه، منحنی محاطی یا پوش منحنی (انگلیسی: Envelope) یک مجموعهٔ منحنی در صفحه، منحنی‌ای است که بر هر یک از اعضای این مجموعه مماس باشد، و این نقاط تماس روی هم منحنی محاطی را تشکیل می‌دهند. به‌طور سنتی، هر نقطه روی منحنی محاطی تقاطع دو منحنی «به‌شکل ناچیزی در مجاور هم» در نظر گرفته می‌شود، به این معنا که نقطه حد تقاطع منحنی‌های نزدیک به هم است. این مفهوم را می‌توان به پوش صفحه یا صفحه محاطی (به انگلیسی: envelope of surfaces) در فضای سه‌بعدی و ابعاد بالاتر هم تعمیم داد.
برای اینکه منحنی محاطی وجود داشته باشد، همهٔ اعضای مجموعهٔ منحنی باید منحنی‌هایی مشتقپذیر باشند. بااین‌حال مشتق‌پذیری شرطی کافی برای وجود منحنی محاطی نیست، مثلاً مجموعه‌ای از دایره‌های هم‌مرکز منحنی محاطی ندارند.